# Andrew Frierson
Andrew Allison Frierson, američani jahač in častnik, * 23. junij 1902, † 24. september 1982.
Frierson je bil jahač na poletnih olimpijskih igrah 1948.